# نیاز فرهاتوویچ
نیاز فرهاتوویچ (انگلیسی: Nijaz Ferhatović؛ زادهٔ ۱۲ مارس ۱۹۵۵) بازیکن فوتبال اهل یوگسلاوی بود.
از باشگاه‌هایی که در آن بازی کرده‌است می‌توان به باشگاه فوتبال سارایوو اشاره کرد.
وی همچنین در تیم ملی فوتبال یوگسلاوی بازی کرده‌است.